# Антоний (иеромонах ярославского Спасского монастыря)
Антоний — иеромонах Спасского ярославского монастыря.
Написал, по благословению митрополита Филиппа и по желанию великого князя Ивана III Васильевича, житие ярославских князей Фёдора и сыновей его Константина и Давида, мощи которых обретены в 1463 году. С некоторыми сокращениями житие это вошло в «Степенную книгу» и «Никоновскую летопись», а в полном виде — в макарьевские «Четьи-Минеи» (под 19 сентября).
В изложении Антоний следовал известным ему образцам агиографической литературы и, прежде всего, Пахомию Логофету. Благодаря рассказу об отношениях Фёдора к Орде, не встречающемуся в летописных сводах, житие Фёдора, составленное Антонием, имеет известную историческую цену. Можно думать, что оно имело в виду укрепление системы смирения перед татарами, имевшей в то время своих представителей и в боярстве, и в духовенстве.